# Канадска конфедерација
Канадска конфедерација (енгл. Canadian Confederation, фр. Confédération canadienne) је био процес којим су три британске северноамеричке провинције, провинција Канада, Нова Шкотска и Њу Брансвик, уједињене у једну федерацију под називом Доминион Канаде, 1. јула 1867. године. Након конфедерације, Канада се састојала од четири провинције: Онтарија и Квебека, који су били одвојени од Провинције Канаде, и провинција Нова Шкотска и Њу Бранзвик. Током година након Конфедерације, Канада је доживела бројне територијалне промене и проширења, што је резултирало тренутним бројем од десет провинција и три територије.

## Терминологија
Канада је федерација а не конфедеративна асоцијација суверених држава, што значи „конфедерација“ у савременој политичкој теорији. Ипак, често се сматра да је међу децентрализованијим светским федерацијама. Употреба израза конфедерација настала је у провинцији Канада да се односи на предлоге који су почели 1850-их да се уједине све британске северноамеричке колоније, за разлику од само Западне Канаде (Онтарио) и Источне Канаде (Квебек). Савременицима Конфедерације, префијкс кон је указивао на јачање центристичког принципа у поређењу са америчком федерацијом.
У овом канадском контексту, конфедерација овде описује политички процес који је ујединио колоније 1860-их, догађаје у вези са тим процесом, и накнадну инкорпорацију других колонија и територија. Термин се сада често користи да опише Канаду на апстрактан начин, као што је то у „Очевима Конфедерације или Оснивачи конфедерације“. За провинције и територије које су постале део Канаде после 1867. такође се каже да су се придружиле или ушле у конфедерацију (али не и у Конфедерацију). Термин се такође користи за поделу канадске историје на периоде пре Конфедерације (тј. пре 1867) и периоде после Конфедерације (тј. после 1867. године).

## Историја

### Колонијална организација
Све бивше колоније и територије које су 1. јула 1867. постале укључене у Канадску конфедерацију, у почетку су биле део Нове Француске, а некада је њима владала Француска. Нова Шкотска је 1621. додељена сер Вилијаму Александру повељом Џејмса VI. Ова тврдња је преклапала француске претензије на Акадију, и иако је шкотска колонија Нова Шкотска била кратког века, из политичких разлога, сукобљени империјални интереси Француске и Велике Британије из 18. века довели су до дуге и огорчене борбе за контролу. Британци су добили данашњу копнену Нову Шкотску „Уговором из Утрехта 1713”. године, а акадско становништво је протерано од стране Британаца 1755. године. Преименовали су Акадију у „Нова Шкотска“, која је укључивала и данашњи Њу Бранзвик. Остатак Нове Француске Британци су добили као резултат пораза Нове Француске у Седмогодишњем рату, који је окончан Париским уговором 1763. Од 1763. до 1791. године, већи део Нове Француске постао је провинција Квебек . Међутим, 1769. данашње Oстрво Принца Едварда, које је било део Акадије, преименовано је у „Острво Светог Јована“ и организовано као посебна колонија. Преименовано је у „Острво принца Едварда“ 1798. године у част принца Едварда, војводе од Кента и Стратерна.
Први енглески покушај насељавања био је у Њуфаундленду, који ће се придружити Конфедерацији до 1949. године. „Друштво смелих трговаца” из Бристола почело је да насељава Њуфаундленд и Лабрадор у Куперс Кову још 1610. године, а Њуфаундленд је такође био предмет француског колонијалног подухвата.
У јеку америчке револуције, око 50.000 лојалиста Уједињеног Краљевства побегло је у Британску Северну Америку. Британци су 1784. године створили засебну провинцију Њу Брунсвик за лојалисте који су се населили у западном делу Нове Шкотске. Док је Нова Шкотска (укључујући Њу Брансвик) примила нешто више од половине нових исељеника, многи лојалисти су се такође населили у провинцији Квебек, која је „Уставним актом из 1791.” године подељена на претежно енглеску Горњу Канаду и претежно француску Доњу Канаду. ] Ратом из 1812. и „Уговором из 1818.” установљена је 49. паралела као граница са Сједињеним Државама од Великих језера до Стеновитих планина у западној Канади.
Након побуне 1837. лорд Дарам је у свом извештају препоручио да се Горња и Доња Канада удруже и постану провинција Канада и нова провинција треба да има своју одговорну владу. Као резултат Дарамовог извештаја, британски парламент је донео „Акт о унији 1840.” године, а 1841. је формирана провинција Канада. Нова провинција је подељена на два дела: Западна Канада (бивша Горња Канада) и Источна Канада (бивша Доња Канада). Генерални гувернер Лорд Елгин је 1848. доделио министарску одговорност, прво Новој Шкотској, а затим Провинцији Канади. У наредним годинама, Британци ће проширити одговорну власт на Острво Принца Едварда (1851), Њу Брансвик (1854) и Њуфаундленд (1855).
Подручје које чини данашњу Британску Колумбију је остатак округа Колумбија компаније „Хадсон Беј Компани” и „Дистрикта Нова Каледонија” након Уговора из Орегона. Пре придруживања Канади 1871. године, Британска Колумбија се састојала од засебне колоније Британске Колумбије (формиране 1858. у области где је круна дала монопол компанији Хадсон Беј) и колоније острва Ванкувер (формирана 1849) која је чинила засебна крунска колонија све док није уједињена са колонијом Британска Колумбија 1866. године.
Остатак данашње Канаде чинили су Рупертова земља и северозападна територија (обе су биле под контролом компаније Хадсоновог залива и продате Канади 1870. године) и Арктичка острва, која су била под директном британском контролом и постала део Канаде 1880. године.

### Рани покушаји
Идеју уједињења изнео је 1839. лорд Дарам у свом Извештају о пословима Британске Северне Америке, који је резултирао „Актом о унији из 1840.” Почевши од 1857, Џозеф-Шарл Таше је предложио федерацију у низу од 33 чланака објављени у Courrier du Canada.
Године 1859. Александар Тилок Галт, Етјен Картије и Џон Рос отпутовали су у Велику Британију да би британском парламенту представили пројекат конфедерације британских колонија. Тај предлог су лондонске власти примиле са учтивом равнодушношћу. До 1864. године постало је јасно да је наставак управљања провинцијом Канада у складу са одредбама „Акта о унији из 1840”. постао неизводљив. Стога је формирана Велика коалиција партија у циљу реформе политичког система.

### Колонијалне поделе
До 1867. Британска Северна Америка је била спој шест независних колонија: Нова Шкотска, Њу Брансвик, Провинција Канада (у суштини укључујући јужне делове Квебека и Онтарија), Њуфаундленд, Острво Принца Едварда и Британска Колумбија. У почетку су само прве три од горе наведених колонија основале Конфедерацију, друге су се придружиле касније, а 1949. Њуфаундленд је постао последњи који се придружио (остатак модерне Канаде састоји се од Рупертове земље и северозападних територија, у власништву компаније Хадсон Беј а предате Канади 1870. године заједно са арктичким острвима под британском влашћу).

### Акт о Британској Северној Америци 1867
Конфедерација Канаде је формирана 29. марта 1867. године, када је краљица Викторија дала краљевску сагласност на Британски закон о Северној Америци. Овај акт, званично назван Британски закон о Северној Америци (БНАА), састављен је на чиниоцима унутрашње политике, спољне политике (претња америчке инвазије, смањење војне подршке Уједињеном Краљевству) и економских разматрања (потреба за железницом након завршетка међународног уговора о режиму реципроцитета). Ујединио је Провинцију Канада са колонијама Њу Брансвик и Нова Шкотска и ступио је на снагу 1. јула 1867. Тим актом је укинут Акт о унији из 1840. који је претходно ујединио Горњу и Доњу Канаду. То је главни уставни документ Канаде. Канадска конфедерација је подељена на две одвојене провинције, које су постале Онтарио и Квебек. 1. јул се сада свечано слави као Дан државности.
Иако је АБСА Канади дала више независности него што је имала раније, уопште јој није дала потпуну независност од Уједињеног Краљевства. Спољна политика је остала у рукама Британаца, Правосудни комитет Државног савета остао је највиши апелациони суд Канаде, а Устав се могао мењати само у Уједињеном Краљевству. Постепено, Канада је стекла више независности, захваљујући Уставу из 1982. (Квебек није ратификовао овај устав). Пре тога, свака модификација БНАА била је прерогатив Вестминстерског парламента. Од тог времена, канадски устав је мењан већином у Парламенту Канаде, подржан од квалификоване већине (а понекад и једногласно) покрајинских законодавних тела..
„Очеви Конфедерације” одлучили су да нову земљу назову Доминионом Канаде, одбацујући Краљевину и Конфедерацију између осталих опција. Међу предлозима је било и име „Доминион Бореалија” (на латинском „северна”) по аналогији са именом Аустралија (на латинском „јужна”). У светлу канадске еволуције, израз „конфедерација“ се најчешће сматра политичком манипулацијом Џона А. Макдоналда и других да подстакну француску Канаду и поморске провинције да учествују у дискусијама. Већина колонијалних вођа, плашећи се да ће њима владати становништво централне Канаде, није желела јаку централну владу. Макдоналд није имао намеру да од Канаде направи конфедерацију и био је спреман да подржи бројне колоније ван политичке уније уместо да ослаби владу центра, коју је представљао. Тако је Канада постала федерација, а не конфедерација као на пример Швајцарска. У међувремену, утисак да је нова конфедерална Канада била уговор између две нације оснивача и доминирао је политичким дискурсом у Квебеку скоро један век.
Сматра се да је изабран облик владавине створио федерацију која је сама по себи краљевина. Макдоналд је говорио о „оснивању велике британске монархије“ и желео је да се новостворена земља назове „Краљевина Канада“. Иако је имала свог монарха у Лондону, колонијална канцеларија се супротставила као „преурањеном” и „претенциозном” термину „краљевство”, јер се сматрало да би могао да се супротстави Сједињеним Државама. Термин доминион је изабран да укаже на статус Канаде као самоуправне државе Британске империје, први пут када је употребљен у вези са државом.

### Пут ка независности
Током Америчког грађанског рата дошло је до заоштравања англо-америчких односа. Британска влада, желећи да искористи грађанске сукобе, покушала је да обнови свој економски и политички утицај у бившој колонији. Заузврат, северноамеричка влада није могла да толерише такав дипломатски напад, па је у њеним круговима почела бурна дискусија о плану за инвазију на Канаду како би се ослабиле британске позиције у округу. Британска влада је 1846. године одлучила да укине пореске повластице за колоније, услед чега је канадска привреда почела да трпи губитке, и прешла на америчке производе. Године 1854. потписан је заједнички америчко-канадски уговор који након истека 1866. године, никада није обновљен. Са губитком америчког и британског тржишта, прављење конфедерације је постало неопходно за наставак трговине и проналажење тржишта за канадску индустрију. Ови фактори приморали су да се озбиљно схвате идеја о федерализацији Канаде.

## Оснивачи Конфедерације
Оригиналним оснивачима Конфедерације се сматрају сви они делегати који су присуствовали било којој од конференција одржаних у Шарлотауну и Квебеку 1864. године, или у Лондону, Уједињено Краљевство, 1866. године, што је довело до оснивања Конфедерације.
Било је 36 оригиналних оснивача Конфедерације. Хјуита Бернарда, који је био секретар за евиденцију на конференцији у Шарлотауну, неки сматрају оцем Конфедерације. Каснији „Очеви“ који су довели друге провинције у Конфедерацију после 1867. такође се називају „Очевима Конфедерације“. На овај начин, Амор Де Космос, који је био кључан и у доношењу демократије у Британску Колумбију и у довођењу своје провинције у Конфедерацију, многи такође сматрају оцем Конфедерације. Такође, Џоји Смаллвуд је себе називао „Последњим оцем Конфедерације“, јер је помогао да се Њуфаундленд уведе у Конфедерацију 1949. године.

## Улазак у Конфедерацију
| Датум              | Име                      | Претходно                                                                                     |
| ------------------ | ------------------------ | --------------------------------------------------------------------------------------------- |
| 1. јул 1867.       | Онтарио                  | Западна Канада регион провинције Канаде                                                       |
| 1. јул 1867.       | Квебек                   | Источна Канада регион провинције Канаде                                                       |
| 1. јул 1867.       | Нова Шкотска             | Провинција Нова Шкотска                                                                       |
| 1. јул 1867.       | Њу Брансвик              | Провинција Њу Брунсвик                                                                        |
| 15. јул 1870.      | Манитоба                 | Део Рупертове земље                                                                           |
| 15. јул 1870.      | Северозападне територије | Сва Рупертова земља и Северозападне територије, осим дела која је постала провинција Манитоба |
| 20. јул 1871.      | Британска Колумбија      | Уједињена колонија Британска Колумбија                                                        |
| 1. јул 1873.       | Острво Принца Едварда    | Колонија Острво Принца Едварда                                                                |
| 13. јун, 1898.     | Територија Јукона        | Део северозападних територија                                                                 |
| 1. септембар 1905. | Саскачеван               | Део северозападних територија                                                                 |
| 1. септембар 1905. | Алберта                  | Део северозападних територија                                                                 |
| 31. март 1949.     | Њуфаундленд              | Доминион Њуфаундленд                                                                          |
| 1. април 1999.     | Нунавут                  | Део северозападних територија                                                                 |

1. 1 2 3  Касније је добио додатни део од северозападних територија.
2. 1 2 3  У 1870. години, Рупертова земља и северозападна територија је била под контролом компаније Худсон Беј , и они су пребачени у Доминион Канаде. Већина ових земаља је формирана у нову територију под називом Северозападне територије, али је регион око Форт Гарија истовремено успостављен као провинција Манитоба „Закон о Манитоби“ из 1870. године.
3. ↑  Преименована у Јукон 2003. године (Library and Archives Canada. „Yukon Territory name change to Yukon” (PDF). Приступљено 14. 7. 2009.)
4. ↑  Преименован у Њуфаундленд и Лабрадор 2001.

## Остале информације
- Careless, J.M.C. "George Brown and Confederation," Manitoba Historical Society Transactions, Series 3, Number 26, 1969–70 online
- Creighton, Donald Grant (1965). The road to confederation: The emergence of Canada, 1863–1867. a standard history
- Creighton, Donald Grant (1952). The young politician. Vol. 1. vol 1 of biography of Macdonald
- Gwyn, Richard (2008). John A: The Man Who Made Us. vol 1 of biography of Macdonald
- Knox, Bruce A. "Conservative Imperialism 1858–1874: Bulwer Lytton, Lord Carnarvon, and Canadian Confederation." International History Review (1984) 6#3 pp: 333–357.
- Martin, Ged (1995). Britain and the origins of Canadian confederation, 1837–67. UBC Press..
- Martin, Ged, ed (1990). The Causes of Canadian confederation. Acadiensis Press..
- Moore, Christopher. 1867: How the Fathers Made a Deal. (McClelland & Stewart, 2011)
- Morton, William Lewis. The critical years: the union of British North America, 1857–1873. (McClelland & Stewart, 1964) a standard history
- Smith, Andrew. British Businessmen and Canadian Confederation Constitution-Making in an Era of Anglo-Globalization. (McGill-Queen's University Press, 2008)
- Smith, Andrew. "Toryism, Classical Liberalism, and Capitalism: The Politics of Taxation and the Struggle for Canadian Confederation." Canadian Historical Review 89#1 (2008): 1–25.
- Smith, Jennifer. "Canadian confederation and the influence of American federalism." Canadian Journal of Political Science 21#3 (1988): 443–464.
- Smith, Peter J. "The Ideological Origins of Canadian Confederation". Canadian Journal of Political Science 1987. 20#1 pp : 3–29.
- Vronsky, Peter (2011). Ridgeway: The American Fenian Invasion and the 1866 Battle That Made Canada. Penguin Canada.
- Waite, Peter B (2001). The life and times of Confederation, 1864–1867: politics, newspapers, and the union of British North America. Robin Brass Studio..
- White, Walter Leroy, and W. C. Soderlund. Canadian Confederation: A Decision-making Analysis (McGill-Queen's Press-MQUP, 1979)
- Wilson, David A. Thomas D'Arcy McGee: The Extreme Moderate, 1857–1868. Vol. 2. (McGill-Queen's Press-MQUP, 2011)